# جیمز سی
جیمز سی (انگلیسی: James Sie؛ زادهٔ ۱۸ دسامبر ۱۹۶۲) یک هنرپیشه اهل ایالات متحده آمریکا است. وی از سال ۱۹۹۶ میلادی تاکنون مشغول فعالیت بوده‌است.
از فیلم‌ها یا برنامه‌های تلویزیونی که وی در آن نقش داشته است می‌توان به وقتی مارنی آنجا بود اشاره کرد.